# Suite pour cor anglais seul
La Suite pour cor anglais seul, op. 185, est une œuvre de Charles Koechlin composée en 1942.

## Présentation
Exemplaire de l'attention de Koechlin portée à l'art monodique, la Suite pour cor anglais seul est composée en octobre et novembre 1942,,. Cette Suite, qui porte le n° d'opus 185 dans le catalogue de ses œuvres, est publiée par les éditions Max Eschig,.
Le cor anglais, instrument au « timbre voilé, empreint de nostalgie », suggère « presque irrésistiblement de lointains paysages de brume et de rêve, ou de mystérieuses apparitions », selon les mots du compositeur.
La suite est conçue comme un commentaire sur le roman Les Maîtres sonneurs (1852) de George Sand,.
Plusieurs thèmes de la partition, des deuxième et quatrième mouvements, ont été repris par Koechlin dans sa Symphonie no 2.

## Structure
L’œuvre, d'une durée moyenne d'exécution de vingt-deux minutes environ, comprend quatre mouvements :
1. Mélopée pour s'évader du réel ;
2. Scherzo : Danse des faunes ;
3. Plainte nocturne ;
4. Final : L'âme libre et fantasque, titre qui symbolise parfaitement la « liberté qui est au cœur du credo artistique de Koechlin »[2].

Le mouvement no 3 a été donné en première audition publique par Julien Singer (cor anglais) à Cassel, le 25 mai 1984.

## Discographie
- Charles Koechlin : Musique de chambre, SWR Music SWR19047CD, 2017, CD 3, Lajos Lencsés (cor anglais)[7],[8].

### Ouvrages théoriques
- Charles Koechlin, Traité de l'orchestration, vol. I, Paris, Éditions Max Eschig, 1954, 322 p..

### Monographies
- Aude Caillet, Charles Koechlin : L'Art de la liberté, Anglet, Séguier, coll. « Carré Musique », 2001, 214 p. (ISBN 2-84049-255-5).
- Robert Orledge, Charles Koechlin (1867-1950): His Life and Works, harwood academic publishers, 1989 (ISBN 978-3-7186-0609-2).